# Artabotrys rufus
Artabotrys rufus là loài thực vật có hoa thuộc họ Na. Loài này được De Wild. mô tả khoa học đầu tiên năm 1914.